# Modulatricidae
Modulatricidae là một họ chim nhỏ thuộc bộ Sẻ (Passeriformes) sống hạn chế ở châu Phi. Những loài thuộc họ này từng là bí ẩn về phân loại trong quá khứ, từng được di chuyển giữa họ Đớp ruồi (Muscicapidae), họ Hoét (Turdidae) và họ Khướu (Timaliidae) sensu lato. Hiện tại chúng tạo thành một nhánh chị em với họ Promeropidae hoặc với phần lớn liên họ Sẻ (Passeroidea).

## Các loài
- Chi Modulatrix:
  - Modulatrix stictigula
- Chi Arcanator:
  - Arcanator orostruthus
- Chi Kakamega:
  - Kakamega poliothorax